# 55 Cancri c
Brahe
55 Cancri c ou Brahe (également appelée Rho1 Cancri c, ou HD 75732 c) est une exoplanète d'une masse semblable à celle de Saturne orbitant autour de l'étoile 55 Cancri. Il s'agit de la troisième planète la plus proche de l'étoile au sein du système planétaire. 55 Cancri c a été découverte en 2002.

## Découverte
Comme la majorité des exoplanètes connues, 55 Cancri c a été découverte en détectant les variations de vitesse radiale de son étoile. À ce moment-là, on ne connaissait alors qu'une seule planète à 55 Cancri (55 Cancri b), cependant, l'étoile subissait encore des modifications de vitesse radiale qui ne pouvaient être imputées à cette seule planète.
En 2002, de nouvelles mesures révélèrent la présence d'une planète à longue période orbitale sur une orbite située à 5 UA de l'étoile. Même si les deux planètes étaient prises en compte, il y avait toujours une variation d'une période d'environ 43 jours. Toutefois, cette période était proche de la période de rotation de l'étoile elle-même, ce qui conduit à la possibilité que cette période de 43 jours soit causée par l'étoile plutôt que par une planète. Les planètes 55 Cancri c (la planète dont la période de révolution est de 43 jours) et 55 Cancri d (la planète située à 5 UA de l'étoile) furent annoncées en même temps.

Des mesures postérieures, qui menèrent à la découverte de la planète interne 55 Cancri e en 2004, virent consolider cette théorie, bien que 55 Cancri c demeure la planète « la plus hypothétique » du système des trois planètes joviennes.

## Désignation
55 Cancri c a été sélectionnée par l'Union astronomique internationale (IAU) pour la procédure NameExoWorlds, consultation publique préalable au choix de la désignation définitive de 305 exoplanètes découvertes avant le 31 décembre 2008 et réparties entre 260 systèmes planétaires hébergeant d'une à cinq planètes. La procédure, qui a débuté en juillet 2014, s'achèvera en août 2015, par l'annonce des résultats, lors d'une cérémonie publique, dans le cadre de la XIXe Assemblée générale de l'IAU qui se tiendra à Honolulu (Hawaï).

## Orbite et masse
L'excentricité orbitale de 55 Cancri c amène cette planète entre 0,219 et 0,260 UA de son étoile. Elle est plus proche de 55 Cancri A que ne l'est Mercure du Soleil, bien qu'elle ait une période orbitale de 44,3 jours, plus longue que celle des autres planètes de type Jupiter chaud. Cette planète est en résonance orbitale avec 55 Cancri b dans un rapport 1:3, ce qui stabilise le système.
La méthode des vitesses radiales, utilisée pour la détection de cette planète, indique uniquement la masse minimale de l'objet. Des observations astrométriques effectuée par le télescope spatial Hubble suggèrent que la planète extérieure 55 Cancri d soit inclinée de 53° par rapport au plan du ciel. Si ces mesures sont confirmées et si le système est bel et bien coplanaire, la masse de 55 Cancri c serait en fait 25 % plus élevée que cette limite inférieure, soit environ 90 % de la masse de Saturne.

## Caractéristiques
Cette planète n'ayant été détectée que par une méthode indirecte, à travers son influence gravitationnelle sur 55 Cancri A, certaines propriétés telles que sa composition atmosphérique, son rayon ou sa température sont incertaines, voir inconnues. Avec une masse semblable à celle de Saturne, il est probable que 55 Cancri c soit une géante gazeuse sans surface solide.

## Le système de 55 Cancri
| Planète  | Masse (MJ)    | Demi-grand axe (UA) | Période orbitale (d) | Excentricité  |
| -------- | ------------- | ------------------- | -------------------- | ------------- |
| 55 Cnc e | 0,027         | 0,016               | 0,74                 | 0,17 ± 0,04   |
| 55 Cnc b | ≥ 0,83        | 0,11                | 14,65                | 0,010 ± 0,003 |
| 55 Cnc c | ≥ 0,17        | 0,24                | 44,36                | 0,005 ± 0,003 |
| 55 Cnc f | ≥ 0,16        | 0,78                | 259,8 ± 0,5          | 0,30 ± 0,05   |
| 55 Cnc d | ≥ 3,82 ± 0,04 | 5,74 ± 0,04         | 5 169 ± 53           | 0,014 ± 0,009 |